# 호시아이의 하늘

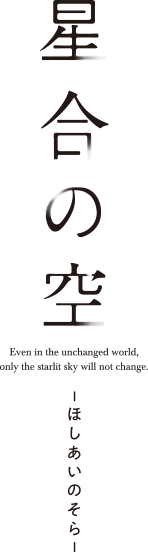

호시아이의 하늘(일본어: 星合の空 호시아이노 소라[*])은 일본의 오리지널 애니메이션이다. 감독은 아카네 카즈키가 맡았다. 2019년 10월부터 12월까지 방영되었다.

## 등장인물

### 주요인물
카츠라기 마키 (桂木 眞己)
성우하나에 나츠키
신죠 토우마 (新城 柊真)
성우하타나카 타스쿠

### 시죠미나미 중학교

#### 남자 소프트 테니스부
아메노 이츠키 (雨野 樹)
성우마츠오카 요시츠구
후츠 린타로 (布津 凜太朗)
성우사토 겐
소가 츠바사 (曽我 翅)
성우토요나가 토시유키
타케노우치 신고 (竹ノ内 晋吾)
성우사토 켄스케
츠키노세 나오 (月ノ瀬 直央)
성우코바야시 유스케
이시가미 타이요 (石上 太洋)
성우아마사키 코헤이
아스카 유타 (飛鳥 悠太)
성우야마야 요시타카
사쿠라이 타카유키 (桜井 隆幸)
성우사쿠라이 타카히로

#### 여자 소프트 테니스부
타카다 케이 (高田 希唯)
성우마츠다 사츠미
우메노 나미에 (雨野 奈美恵)
성우나츠카와 시이나

#### 그 외
미츠에 카나코 (御杖 夏南子)
성우미네타 마유
카스가 키메요 (春日 絹代)
성우사카모토 마아야
무라카미 타쿠토 (村上 拓人)
성우후루카와 마코토

### 미사키 중학교
오오지 아라시 (王寺 アラシ)
성우 테라시마 타쿠마

### 하타노오카 중학교
쿠사카베 죠이 (日下部 ジョイ)
성우 타카나시 켄고

### 그 외
쿄바테 켄지 (京終 健二)
성우나카이 카즈야
카스라기 아야 (桂木 あや)
성우나즈카 카오리
무라오 사쿠라 (室生 さくら)
성우카이다 유코
신죠 류우마 (新城 涼真)
성우마츠카제 마사야
토우마의 엄마 (柊真の母)
성우유즈카 료카